# María Suárez Vázquez
Sor María Suárez Vázquez (1945-2010) fue una religiosa mexicana de la congregación católica de las Hermanas de la Caridad del Verbo Encarnado y Directora de Enfermería del Instituto Nacional de Cardiología en la Ciudad de México. Se caracterizó por "su humanismo, modestia, generosidad, responsabilidad, sentido del deber, inteligencia y su clara visión de futuro".

## Datos biográficos
Nació en México, D.F., el 12 de julio de 1945.
Sus padres fueron Luis Suárez Isla (1919-1960) y Guillermina Vázquez Lugo (1919-2010).
Murió en México, D.F., el 9 de febrero de 2010.

## Colaboración en misiones
- Con el P. José A. Llaguno, SJ, en la Sierra Tarahumara.[2]
- Con el P. José Martín del Campo, SJ, del Instituto Tecnológico y de Estudios Superiores de Occidente (ITESO) en Guadalajara.

## Trabajo académico
- Maestra de kinder en el Instituto Cumbres de Las Lomas
- Comité Editorial para SOLACI, en la elaboración de un manual de enfermería.[3]

## Homenajes
- Medalla al Mérito de Enfermería "Maestra Graciela Arroyo de Cordero"
- "Miss Cáncer 2009" por la Asociación Mexicana de Lucha contra el Cáncer, A.C.
- Efigie de Sor María en la sede de la Secretaría de Salud[4]
- Clínica de Medicina Familiar en Puebla “Sor María Suárez Vázquez”[5]
- Testimonio de la Sociedad Cubana de Enfermería[1]